# 이치노세촌 (와카야마현)
이치노세촌(市ノ瀬村)은 와카야마현 니시무로군에 설치되었던 촌이다. 현재의 가미톤다정 오아사 이치노세에 해당한다.
이치노세는 와카야마현 가미톤다정의 행정구역이며 2010년 10월 1일 현재 인구는 1,756명.우편번호는 649-2107. 본 항목은 자치체에 존재했던 니시무로군 이치노세촌(市ノ瀬村)에 해당되는 문서이다.

## 교통

### 도로
- 국도 42호선